# クイン・メリー/愛と悲しみの生涯
『クイン・メリー/愛と悲しみの生涯』（クイン・メリー/あいとかなしみのしょうがい、原題：Mary, Queen of Scots）は、1971年制作のイギリス・アメリカの歴史映画。
16世紀のスコットランドに実在した悲劇の女王メアリーの生涯を描く。

## キャスト
- メアリー・ステュアート：ヴァネッサ・レッドグレイヴ[1]
- エリザベス1世：グレンダ・ジャクソン[1][2]
- ジェームズ・ステュアート：パトリック・マクグーハン
- ダーンリー卿：ティモシー・ダルトン
- バーリー男爵：トレヴァー・ハワード
- レスター伯：ダニエル・マッセイ
- ボスウェル伯爵：ナイジェル・ダヴェンポート
- ダヴィッド・リッチオ（英語版）：イアン・ホルム
- ギーズ公：ヴァーノン・ドブチェフ
- アンドリュー・キア

## 評価
- 第44回アカデミー賞（1972年）5部門ノミネート[3]
  - 主演女優賞（ヴァネッサ・レッドグレイヴ）
  - 作曲賞（ジョン・バリー）
  - 衣装デザイン賞
  - 美術賞
  - 音響賞

- 第29回ゴールデングローブ賞（1972年）4部門ノミネート[4]
  - 作品賞（ドラマ）
  - 主演女優賞（ドラマ）（ヴァネッサ・レッドグレイヴ、グレンダ・ジャクソン）
  - 脚本賞
  - 作曲賞（ジョン・バリー）

- 第17回ダヴィッド・ディ・ドナテッロ賞（1972年）ダヴィッド特別賞受賞（ヴァネッサ・レッドグレイヴ、グレンダ・ジャクソン）[5]